# Christianspris
Fæstningen Christianspris eller Frederiksort var en dansk fæstning i byen Frederiksort lidt nord for byen Kiel. I 1632 begyndte Christian 4. at opbygge fæstningen på et retvinklet næs på vestsiden af Kiel Fjord på den slesvigske halvø Jernved. Formålet var at sikre landet imod tyske tropper under trediveårskrigen.
Under Torstensson-krigen i 1643 rykkede imidlertid svenske tropper ind i fæstningen og forblev der indtil Freden i Brømsebro i 1645, hvorefter danskerne igen bemandede fæstningen. Efter Christian 4. død lod kong Frederik 3. fæstningen sløjfe. Men i 1663, da svenskerne igen truede, begyndte fæstningens genopbygning. Fæstningen blev nu i nogen afstand til den ældre fæstning konstrueret som et uregelmæssigt femkant med fem bastioner på hver side og en dobbelt vandgrav hele vejen rundt. I gravene befandt sig flere trekantede raveliner, som delvis var forbundet med hovedfæstningen. På strandsiden udenfor voldene opførtes yderligere skanser og søbatterier. Genopbygningen blev ledet af den danske militæringeniør Henrik Ruse. Den nybyggede fæstning, som i 1790 nåede sin største udstrækning, skiftede under Frederik 5. navnet til Frederiksort.
I 1800-tallet blev fæstningen to gange besat. I vinteren 1813/1814 rykkede igen svenske tropper ind i kastellet og under Treårskrigen 1848 blev fæstningen endelig besat af den tysksindede oprørshær.
Efter 1864 byggede prøjserne på stedet en stor marinestation og rev mange af de danske bygninger ned. Af fæstningen er nu kun enkelte bygninger, østgraven og lidt af sydgraven tilbage, mens Frederiksort (tysk Friedrichsort) blev til en lille forstad til Kiel. I 1966 blev de resterende dele af fæstningsområdet fredet. En del af fæstningsområdet er imidlertid overgroet. Et sødige ved strandsiden beskytter det dybtliggende område mod oversvømmelser. Arealet er i dag privatejet og ikke tilgængelig for offentligheden. Men der findes planerne om at åbne fæstningen for offentligheden i fremtiden.